# فيكتوريا لوبيريفا
فيكتوريا بتروفنا لوبيريفا (الروسية:Виктория Петровна Лопырёва، من مواليد 26 يوليو 1983) مذيعة تلفزيونية، ممثلة، عارضة أزياء، مدوّنة روسية وحاملة لقب مسابقة ملكة جمال، بعدما توجت بمسابقة ملكة جمال روسيا 2003 أصبحت سفيرة الاتحاد الدولي “فيفا” في كأس العالم روسيا 2018. ظهرت في مجلات مثل كوزموبوليتان ومكسيم. في عام 2006 استضافت فيكتوريا ملكة جمال أوروبا المسابقة التي عقدت في أوكرانيا، وفي عام 2008 شاركت في النسخة الروسية من برنامج سرفايفل «آخر بطل».

## نشأتها
فيكتوريا لوبيريفا (الروسية: Виктория Лопырёва) ولدت في روستوف أون دون، روسيا الاتحادية الاشتراكية السوفياتية، الاتحاد السوفيتي 28 يوليو، 1983. بالإضافة إلى الذهاب إلى المدرسة، كطفل، درست فيكتوريا الموسيقى وقسم البيانو أيضًا. ثم دخلت جامعة ولاية روستوف للاقتصاد وتخرجت بدرجة البكالوريوس في إدارة الأعمال. قضت فيكتوريا طفولتها وشبابها في روستوف نا دون. عندما كانت فكتوريا فتاة صغيرة، عاشت في روستوف على نهر الدون، في المدينة الجنوبية الكبيرة المتعددة الجنسيات. والدتها عارضة أزياء وصحافية، أما والدها فكان رساماً شهيراً، حيث إعتبر أنه الرجل الأسعد في العالم يوم ولادة إبنته فيكتوريا. أحبت فكتوريا العلم والثقافة، فدرست الموسيقى واللغات، الرسم ومن أبرز هواياتها التزحلق على الجليد.
في بداياتها، رفضت عرض الأزياء، ولم تكن تظن أنها يوما ما ستتربع على أغلفة أهم المجلات العالمية. درست في جامعة روستوف للاقتصاد، وشاركت في العديد من مسابقات الجمال، وحصلت على الجائزة الأولى في مسابقة “روستوف للجمال”، لتحصد التاج الرئيسي في البلاد – ولقب “ملكة جمال روسيا”.

## حياتها الشخصية
منذ عام 2018 ، في علاقة مع رجل الأعمال الروسي "ايغور بولاتوف". في عام 2019 ، كان للزوجين ابن. تم تسمية "مارك ليونيل".

## روابط خارجية
- فيكتوريا لوبيريفا على موقع IMDb (الإنجليزية)
- فيكتوريا لوبيريفا على موقع قاعدة بيانات الفيلم (الإنجليزية)
- فيكتوريا لوبيريفا على موقع كينوبويسك (الروسية)

- Victoria Lopyreva Official site

| سبقه سفيتلانا كوروليوفا | ملكة جمال روسيا 2003 | تبعه ديانا زاريبوفا |